# Carolina, Carol Bela
"Carolina, Carol Bela"é uma canção brasileira de MPB. Foi composta por Toquinho e letrada por Jorge Ben Jor em 1969.

## História
Tudo começou quando Jorge começou a namorar a mãe de Carolina e Toquinho a prima dela. Toquinho era apaixonado pela Carolina, dai Jorge disse : “Vamos fazer uma música pra ela porque é uma musa, ela merece”. E saiu “Carolina Carol Bela” – explicou Ben Jor.